# 都克堂
30°11′41″N 10°07′16″E / 30.19472°N 10.12111°E
都克堂（Tooker Memorial Chapel）又名育英堂，是之江大学的教堂，由基督教美北长老会和美南长老会建于1917-1919年，由美国新泽西州艾塞克斯郡东奥兰治（East Orange）的都克(Nathaniel Tooker)一家捐款。
都克堂是之江大学的学校生活中心，由威尔逊先生（Mr. J. W. Wilson）负责设计建造。1917年6月20日举行奠基仪式，全校师生及校友300人出席。1919年1月11日竣工。这是一座漂亮的石构教堂。
都克堂現為浙江大学之江校区的小礼堂，2006年被中国国务院列为第六批全国重点文物保护单位。